# LMAN2L
LMAN2L (англ. Lectin, mannose binding 2 like) – білок, який кодується однойменним геном, розташованим у людей на короткому плечі 2-ї хромосоми.  Довжина поліпептидного ланцюга білка становить 348 амінокислот, а молекулярна маса — 39 711.
| 10         |  | 20         |  | 30         |  | 40         |  | 50         |
| ---------- |  | ---------- |  | ---------- |  | ---------- |  | ---------- |
| MAATLGPLGS |  | WQQWRRCLSA |  | RDGSRMLLLL |  | LLLGSGQGPQ |  | QVGAGQTFEY |
| LKREHSLSKP |  | YQGVGTGSSS |  | LWNLMGNAMV |  | MTQYIRLTPD |  | MQSKQGALWN |
| RVPCFLRDWE |  | LQVHFKIHGQ |  | GKKNLHGDGL |  | AIWYTKDRMQ |  | PGPVFGNMDK |
| FVGLGVFVDT |  | YPNEEKQQER |  | VFPYISAMVN |  | NGSLSYDHER |  | DGRPTELGGC |
| TAIVRNLHYD |  | TFLVIRYVKR |  | HLTIMMDIDG |  | KHEWRDCIEV |  | PGVRLPRGYY |
| FGTSSITGDL |  | SDNHDVISLK |  | LFELTVERTP |  | EEEKLHRDVF |  | LPSVDNMKLP |
| EMTAPLPPLS |  | GLALFLIVFF |  | SLVFSVFAIV |  | IGIILYNKWQ |  | EQSRKRFY   |

A: Аланін

C: Цистеїн

D: Аспарагінова кислота

E: Глутамінова кислота

F: Фенілаланін

G: Гліцин

H: Гістидин

I: Ізолейцин

K: Лізин

L: Лейцин

M: Метіонін

N: Аспарагін

P: Пролін

Q: Глутамін

R: Аргінін

S: Серин

T: Треонін

V: Валін

W: Триптофан

Задіяний у такому біологічному процесі як альтернативний сплайсинг. 
Білок має сайт для зв'язування з іонами металів, лектинами. 
Локалізований у мембрані, ендоплазматичному ретикулумі, апараті гольджі.